# Tomica
Tomica je moško osebno ime

## Izvor imena
Ime Tomica je izpeljanka iz imena Tomislav.

## Pogostost imena
- Po podatkih iz knjige Leksikon imen Janeza Kebra je bilo v leta 1994 Sloveniji 18 nosilcev imena Tomica.[2]
- Po podatkih Statističnega urada Republike Slovenije je bilo na dan 31. decembra 2007 v Sloveniji število moških oseb z imenom Tomica: 24.[3]

## Osebni praznik
Osebe z imenom Tomica godujejo skupaj s Tomaži, to je 28.januarja, 3. julija ali pa 29. decembra.